# Rémi Rhodes
Pour les articles homonymes, voir Rhodes (homonymie).
Rémi Rhodes, né à Marseille le 30 janvier 1979, est un mathématicien français. Il est professeur à l'université d'Aix-Marseille et chercheur à l'Institut de mathématiques de Marseille (I2M) dans l’équipe Probabilités du groupe Mathématiques de l'aléatoire (ALEA) depuis 2018.

## Biographie
Rémi Rhodes est ancien élève de l'École normale supérieure de Cachan. Il soutient sa thèse intitulée Homogénéisation en milieu aléatoire en 2006 à l'université de Provence Aix-Marseille I sous la direction d'Étienne Pardoux. À partir de 2007, il est maître de conférences au CEREMADE (université Paris-Dauphine). En 2012, il passe son habilitation à diriger des recherches (HDR) à l'université Paris-Dauphine (Chaos multiplicatif et applications). En 2014, il intègre le Laboratoire d'analyse et de mathématiques appliquées (LAMA) à l'université Paris-Est-Marne-la-Vallée et, en 2018, il revient dans sa ville natale. En 2019, il est nommé membre junior de l'Institut universitaire de France pour cinq ans.

## Recherche
Rémi Rhodes est probabiliste. Ses thématiques de recherche s'articulent autour de la théorie des champs de Liouville, du chaos multiplicatif gaussien et de l'approche probabiliste de la théorie quantique des champs. Dans une longue série de travaux (dont certains avec François David), Antti Kupiainen, Rémi Rhodes et Vincent Vargas développent de nombreux aspects de la théorie du chaos multiplicatif gaussien et les utilisent pour aboutir à une approche probabiliste concrète de la théorie quantique des champs de Liouville qui consiste à définir, sur une surface de Riemann donnée, une métrique aléatoire très irrégulière mais naturelle du point de vue de la physique théorique.

## Prix et distinctions
En 2019 Rémi Rhodes reçoit avec Vincent Vargas le prix Marc-Yor de l'Académie des sciences pour ses travaux sur le chaos multiplicatif et la gravité quantique de Liouville. En 2016, il reçoit, à nouveau avec Vincent Vargas, le prix Bernoulli pour leur article “Gaussian multiplicative chaos and applications: A review”,. Il est lauréat, avec Antti Kupiainen et Vincent Vargas, du prix George-Pólya en mathématiques de la SIAM,. Leurs travaux sont mis en perspective dans un article du Quanta Magazine.

## Publications (sélection)
- (en) Rémi Rhodes et Vincent Vargas, « Gaussian multiplicative chaos and applications: a review », Probability Surveys, vol. 11,‎ 2014, p. 315-392 (DOI http://dx.doi.org/10.1214/13-PS218 , zbMATH 1316.60073).
- (en) Antti Kupiainen, Rémi Rhodes et Vincent Vargas, « Integrability of Liouville theory: proof of the DOZZ formula », Annals of Mathematics, vol. 191, no 1,‎ janvier 2020, p. 81-166 (DOI 10.4007/annals.2020.191.1.2, arXiv 1707.08785)